# متانة الانتفاخ
تعين  متانة انتفاخ  مادة مقدار مقاومتها لاختزان الماء. وبغرض منع انتفاخ مادة أو خفض انتفاخها عن طريق امتصاصها للرطوبة ، يطلى الخشب مثلا بطلاء يمنع نفود الماء فيه.

## اقرأ أيضاً
- بخار الماء
- مادة جافة
- جهاز ترطيب
- ابتلال
- مياه معلقة
- رطوبة التربة
- علم المواد